# Комуністична партія США
Комуністична партія США (абр. КП США, англ. The Communist Party of the United States of America, абр. CP USA) — політична партія в США. Офіційна партійна ідеологія — марксизм-ленінізм. Заснована 31 серпня 1919 року. Штаб-квартира — 235 W. 23rd Street, Нью-Йорк, NY 10011.

## Історія
Заснована у 1919 році в результаті об'єднання комуністичних груп Чарльза Рутенберга та Джона Ріда. У 1921—1929 роках мала назву «Workers Party of America». У першій половині XX століття була найбільшою і найвпливовішою партією комуністичного штабу в США, грала вирішальне значення в робітничому русі з 1920-х по 1940-і роки. Організувала і керувала основними промисловими спілками. В цей час витримувала постійні атаки влади, такі як Рейди Палмера (Palmer Raids) або першу «Червону загрозу» (Red Scare).
Входила до Комінтерну, з якого вийшла у листопаді 1940 року.
З 1950-х зусиллями маккартистів і другої хвилі «Червоної загрози», внутрішня структура і стабільність партії почала розвалюватися. Партія стала об'єктом переслідування в рамках секретної програми ФБР COINTELPRO. Її члени, що не потрапили за ґрати, намагалися тихо розчинитися в суспільстві і прийняти більш лояльну до влади політичну позицію. Таким чином, завдання силового придушення КП США фактично була виконано.
У 1960-х партія (лідер Гес Холл) отримала підживлення у вигляді пацифістів і «Нових лівих». Лідери партії заявили про підтримку американського руху за громадянські права, його членів і особисто Мартіна Лютера Кінга. Однак ті дистанціювалися від комуністів, побоюючись, що їм наклеять таке ж тавро.
У кінці 1980-х років КП США була буквально приголомшена приходом до влади Михайла Горбачова і серйозно критикувала його політику «перебудови», що призвело до припинення її підтримки з боку КПРС у 1989 році. У 1991 спеціальна сесія партії прийняла Конвенцію щодо майбутнього розвитку партії після розпаду соціалістичного блоку. Одна фракція пропонувала відмовитися від ленінізму і направити партію в русло демократичного соціалізму, але більшістю голосів класична лінія партії була підтверджена. Угруповання «відмовників» пізніше вийшло зі складу партії і заснувала Комітети зі зв'язків за демократію і соціалізм (англ. Committees of Correspondence for Democracy and Socialism).
Партія не змогла повністю відновитися від потрясінь середини століття, але продовжує існувати під керівництвом Сема Вебба. Офіційні друковані органи — тижневик «People's World» (з 1924), літературно-політичний журнал «The New Masses» (1926—1948), щомісячник «The Communist» (1927—1946), щомісячник «Political Affairs Magazine» (з 1944).
Незважаючи на декларування соціалістичної революції, партія орієнтована на мирний і демократичний перехід до соціалістичної системи господарювання в США і заявляє про відмову від застосування насильницьких методів для повалення існуючого ладу.[джерело?]

## Програма партії
У програмі партії станом на 2008 рік відзначається, що капіталізм за допомогою ЗМІ, що перебувають у монопольній владі корпорацій, використовує сексизм, націонал-шовінізм, гомофобію, антисемітизм та антикомунізм з метою розділити робітничий клас і його союзників.
Перший абзац Програми Комуністичної партії США:
«Робітники всього світу прагнуть до життя без війни, експлуатації, нерівності й бідності. Вони прагнуть побудувати світле майбутнє, яке засноване на демократії, мирі, правосудді, рівності, співробітництві й відповідає нагальним потребам людини. Це майбутнє — соціалізм, система, в якій робітники керують своїми власним життям та долею і разом будують кращий світ. Комуністична партія США присвячена боротьбі за соціалізм в цій країні. Цей документ — програма нашої Партії, затвердження наших цілей і завдань, а також керівництво до дії на шляху до Соціалістичних Сполучених Штатів Америки.»
У ряді пунктів програми партії піднімається тема прав сексуальних і гендерних меншин. Підкреслюючи, що гомофобія була «головним знаряддям атаки на демократію в часи маккартизму», програма закликає боротися з порушеннями прав сексуальних і трансгендерних меншин.

## Партійні лідери
- Голос Яків Наумович — організатор об'єднання комуністичних груп Чарльза Рутенберга і Джона Ріда. Голова центральної контрольної комісії Центрального Комітету Компартії США.

### Генеральні секретарі
- 1919–1927 — Чарльз Рутенберг
- 1927–1929 — Джей Лавстон
- 1929–1934 — Вільям Фостер
- 1934–1944 — Ерл Браудер
- 1945–1959 — Юджин Денніс
- 1959–1988 — Гес Голл
- 1993–2000 — Джаравіс Тайнер, виконавчий віце-голова
- З 2000 — Сем Вебб

### Голови партії
- 1919–1928 — Джеймс Патрік Кеннон
- 1929–1959 — Вільям Фостер
- 1959–1961 — Юджин Денніс
- 31 січня 1961 — 5 вересня 1964 — Елізабет Г. Флінн
- Червня 1966 — 13 листопада 1986 — Генрі Вінстон
- з 1987 — Гес Холл

### Кандидати в Президенти США
- 1924 — Вільям З. Фостер
- 1928 — Вільям З. Фостер
- 1932 — Вільям З. Фостер
- 1936 — Ерл Браудер
- 1940 — Ерл Браудер
- 1948 — кандидата не було, підтримували кандидата від Прогресивної партії — Генрі Воллеса.
- 1952 — кандидата не було, підтримували кандидата від Прогресивної партії — Вінсент Халлінан
- 1968 — Шарлін Мітчелл
- 1972 — Гес Холл
- 1976 — Гес Холл
- 1980 — Гес Холл
- 1984 — Гес Холл